# Harrison Page
Harrison Page (Atlanta, 27 augustus 1941) is een Amerikaans acteur. 

## Biografie
Page begon in 1968 met acteren in de film Vixen!. Hierna speelde hij nog meerdere rollen in films en televisieseries zoals Beyond the Valley of the Dolls (1970), CPO Sharkey (1976-1978), Hill Street Blues (1983-1984), Gimme a Break! (1981-1984), Sledge Hammer! (1986-1988), Conflict of Interest (1993), Ally McBeal (1997-2001), ER (2001-2002), JAG (1997-2003) en Bad Ass (2012).
Page is in 1989 getrouwd, en woont met haar in Los Angeles.

## Filmografie

### Films
Uitgezonderd korte films.
- 2024 Rock and Doris (try to) Write a Movie - als mr. Franklin
- 2023 Magazine Dreams - als William Lattimore
- 2012 Bad Ass – als Klondike Washington
- 2009 Deadland – als Red
- 2001 Raptor – als hulpsheriff Ben Glover
- 1993 Arly Hanks – als Larry-Joe
- 1993 Carnosaur – als sheriff Fowler
- 1993 Conflict of Interest – als kapitein Garland
- 1990 Lionheart – als Joshua
- 1985 Generation – als George Link
- 1983 The Kid with the 200 I.Q. – als Walter Newell
- 1978 Sergeant Matlovich vs. the U.S. Air Force – als Josh
- 1976 Adventurizing with the Chopper – als Arnold Jackson
- 1972 Trouble Man – als valse politieagent
- 1972 Sandcastles – als politieagent
- 1970 Beyond the Valley of the Dolls – als Emerson Thorne
- 1968 Vixen! – als Niles

### Televisieseries
Uitgezonderd eenmalige gastrollen.
- 2019 Better Things - als Walter - 4 afl.
- 2008 Players at the Poker Palace - als Boomer - 15 afl.
- 1997-2003 JAG – als admiraal Stiles Morris – 22 afl.
- 2001-2002 ER – als Stan – 4 afl.
- 1997-2001 Ally McBeal – als eerwaarde Mark Newman – 6 afl.
- 1996-1997 Good Behavior – als dr. Flemming – 2 afl.
- 1996-1997 Profiler – als kapitein Ray Landry – 2 afl.
- 1995 Melrose Place – als Sarge – 2 afl.
- 1993-1994 Ultraman: The Ultimate Hero – als kapitein Edlund – 13 afl.
- 1986-1988 Sledge Hammer! – als kapitein Trunk – 41 afl.
- 1981-1983 Gimme a Break! – als Hamiltoin Storm – 8 afl.
- 1983-1984 Benson – als Max Logan – 3 afl.
- 1983-1984 Hill Street Blues – als John Fox – 4 afl.
- 1983 Webster – als Travis – 2 afl.
- 1979 Supertrain – als George Boone – 9 afl.
- 1976-1978 CPO Sharkey – als chief Robinson – 37 afl.
- 1977 Kojak – als Quade – 2 afl.

- Biblioteca Nacional de España: XX4424238
- Bibliothèque nationale de France: cb140394118 (data)
- Gemeinsame Normdatei: 1204518718
- International Standard Name Identifier: 0000 0001 1950 213X
- Library of Congress Control Number: no2006018381
- SNAC: w6gb30pq
- Système universitaire de documentation: 181139596
- Virtual International Authority File: 56811068
- WorldCat: E39PBJk4y9D7VgtBdcRbhRMQMP